# Raymond Moody
Raymond A. Moody, Jr. (sinh ngày 30 tháng 6 năm 1944) là một triết gia, nhà tâm lý học, bác sĩ và tác giả, nổi tiếng với những cuốn sách viết về thế giới bên kia và trải nghiệm cận tử (TNCT), một thuật ngữ do chính ông đặt ra vào năm 1975 trong cuốn sách bán chạy nhất của mình mang tên Life After Life (Kiếp sau).
Nghiên cứu của Raymond Moody nhằm mục đích khám phá điều gì sẽ xảy ra khi một người qua đời. Ông đã cho công bố rộng rãi quan điểm của mình về những gì mà ông gọi là tâm lý học trải nghiệm cận tử.

## Tiểu sử

### Thân thế và học vấn
Moody tốt nghiệp Cử nhân (1966), Thạc sĩ (1967) và Tiến sĩ (1969) chuyên ngành triết học tại Đại học Virginia. Ông cũng thi đậu lấy bằng Tiến sĩ Tâm lý học rồi nhận lời mời giảng dạy về chủ đề này tại Đại học Tây Georgia, sau gọi là Trường Đại học Tây Georgia. Năm 1976, ông được trao bằng Thạc sĩ Y khoa của Trường Đại học Y khoa Georgia. Tiến sĩ Moody thỉnh thoảng qua giảng dạy các khóa học tại Đại học Virginia với tư cách là trợ giảng. Mùa xuân năm 1978 trước khi dọn sang bang Georgia, Tiến sĩ Moody nhận dạy lớp cuối cùng qua khóa học mang tên Thanatology ở Khoa Triết học Corcoran tại Đại học Virginia, Charlottesville.
Sau khi thi lấy bằng Thạc sĩ Y khoa, Moody vào làm bác sĩ tâm thần pháp y tại một bệnh viện ở tiểu bang Georgia dưới sự bảo vệ nghiêm ngặt của nhân viên an ninh. Năm 1998, Moody được bổ nhiệm làm Chủ tịch Nghiên cứu Ý thức tại Đại học Nevada, Las Vegas nhờ thành tích làm việc và nghiên cứu nổi bật.

### Nghiên cứu cận tử
Hồi còn sinh viên đang theo học Đại học Virginia vào năm 1965, Moody tình cờ được gặp nhà tâm thần học là Tiến sĩ George Ritchie, đã nói cho ông biết về một biến cố mà vị tiến sĩ này tin rằng mình đã du hành sang thế giới bên kia khi chết gần chín phút ở tuổi 20 (mà về sau được Ritchie kể lại trong cuốn sách có tựa Return From Tomorrow, xuất bản năm 1978).  Moody bắt đầu ghi chép lại câu chuyện tương tự của những người khác từng trải qua cái chết lâm sàng và phát hiện ra rằng nhiều người trong số họ đã trải qua những đặc điểm chung có trải nghiệm tương tự, chẳng hạn như cảm giác thoát ra khỏi thể xác chính mình, cảm nhận đi xuyên qua một đường hầm đen tối, gặp lại thân nhân quá cố và bắt gặp thứ ánh sáng dễ chịu không gây chói mắt. Năm 1975, Moody đã xuất bản nhiều trải nghiệm này trong cuốn sách mang tên Life After Life, từ đó tạo nên thuật ngữ "trải nghiệm cận tử".
Trong một cuộc phỏng vấn với Jeffrey Mishlove, Moody đã chia sẻ kết luận của riêng mình về nghiên cứu trải nghiệm cận tử:
Tôi không ngại nói rằng sau khi chuyện trò với hơn một nghìn người đã từng kinh qua những trải nghiệm này, và trải qua nhiều lần một số đặc điểm thực sự khó hiểu và bất thường của hiện tượng này, điều đó đã khiến tôi tin tưởng rất nhiều rằng quả thực có một đời sống sau khi chết. Thực tế là, tôi phải thành thật thú nhận với các bạn, tôi hoàn toàn không nghi ngờ gì, dựa trên những gì bệnh nhân của tôi đã nói với tôi, rằng họ đã có một cái nhìn thoáng qua về những thứ bên ngoài.

### Nghiên cứu sau này
Lấy cảm hứng từ psychomanteum của Hy Lạp tức là một hệ thống hang động quanh co mà người Hy Lạp cổ đại thường đến tham vấn trong những lần họ cầu hồn thân nhân quá vãng (mà Moody tìm đọc qua nguồn thư tịch Hy Lạp cổ mà ông kiếm được hồi còn là sinh viên tại Đại học Virginia), Moody đã tự bỏ kinh phí ra xây dựng psychomanteum tại Alabama rồi thử gọi hồn của Tiến sĩ John Dee sống dưới thời Nữ vương Elizabeth I. Bằng cách nhìn chằm chằm vào một quả cầu pha lê, tấm gương, hay một khoảng sâu trong trẻo nào đó tại một căn phòng thiếu ánh sáng, Moody tuyên bố rằng mọi người có thể triệu hồi các linh ảnh hiện ra.
Moody cũng nghiên cứu về thôi miên nhớ lại tiền kiếp và tin rằng riêng bản thân ông đã có tới chín kiếp trước.

### Ấn phẩm chọn lọc
- Life After Life (1975) – Tuyển tập những câu chuyện mang tính giai thoại về thế giới bên kia liên quan đến những người đã hồi sinh sau khi chết được một thời gian ngắn.
- Coming Back: A Psychiatrist Explores Past-Life Journeys (1991) – Gợi ý lời giải thích cho trải nghiệm tiền kiếp.
- Reunions: Visionary Encounters with Departed Loved Ones (1994) – Đề xuất các phương pháp cầu hồn người chết hiện lên trong chốc lát.
- Life After Loss (2001) – Thảo luận về cảm nhận cái chết, khi một người nào đó qua trực giác biết rằng ai đó gần gũi với họ đã chết, và cũng thảo luận về các biến cố chung về cái chết, khi những người chưa chết đi cùng người thân sắp chết của họ sang thế giới bên kia, rồi sau lại trở về cơ thể của mình.
- God Is Bigger Than the Bible (2021) – Thảo luận về Chúa và hiểu biết cá nhân của Moody về Đấng Tạo hóa đã thay đổi như thế nào trong suốt cuộc đời và công việc nghiên cứu về trải nghiệm cận tử của tác giả.

## Chỉ trích nghiên cứu cận tử của Moody
Barry Beyerstein, một giáo sư tâm lý học, đã viết rằng bằng chứng khả nghi của Moody về thế giới bên kia là thiếu sót, cả về mặt logic và kinh nghiệm chủ nghĩa. Nhà tâm lý học James Alcock lưu ý rằng Moody "...dường như bỏ qua rất nhiều tài liệu khoa học viết về trải nghiệm ảo giác nói chung, cũng như ông ấy nhanh chóng phủ nhận những hạn chế rất thực tế trong phương pháp nghiên cứu của mình."
Moody từng được nhiều người mô tả là một "kẻ tin tưởng cá nhân mãnh liệt" vào những hiện tượng siêu linh. Phương pháp của ông vấp phải lời chỉ trích từ cộng đồng khoa học vì nhiều báo cáo cá nhân mà ông thu thập được về trải nghiệm cận tử được chính bệnh nhân đưa ra, vài tháng và thậm chí nhiều năm sau sự kiện này. Terence Hines nhận xét "những báo cáo như vậy hầu như không đủ để tranh luận về thực tại của thế giới bên kia."
Triết gia Paul Kurtz đã viết rằng bằng chứng về trải nghiệm cận tử của Moody chỉ dựa trên các cuộc phỏng vấn cá nhân và những câu chuyện kể mang tính giai thoại và không có phân tích thống kê nào về dữ liệu của ông. Ngoài ra còn có câu hỏi về việc giải thích các dữ liệu như được công bố với giả định rằng vấn đề thực tế là đúng một cách khách quan; theo Kurtz, "chẳng có bằng chứng đáng tin cậy nào cho thấy những người kể lại trải nghiệm như thế này đã chết và quay trở lại, hoặc rằng ý thức tồn tại tách biệt với bộ não hoặc cơ thể".
Triết gia Robert Todd Carroll nêu nhận định rằng một đặc điểm trong thành quả nghiên cứu của Moody là bỏ sót những trường hợp không phù hợp với giả thuyết của ông, rơi vào khía cạnh lỗi hái anh đào. Carroll viết rằng những gì Moody mô tả như một trải nghiệm cận tử điển hình có thể là do trạng thái não bị chứng ngừng tim và gây mê kích hoạt mà ra. Moody tin rằng trải nghiệm cận tử là bằng chứng về sự tồn tại của thế giới bên kia nhưng Carroll nói rằng trải nghiệm cận tử  có thể được giải thích bằng hóa học thần kinh và là kết quả của một "bộ não sắp chết, loạn trí hoặc bị đánh thuốc".

## Đời tư
Moody chào đời tại Porterdale, Georgia, là con trai của một nhà phẫu thuật theo thuyết bất khả tri.
Moody cho biết chính ông đã có trải nghiệm cận tử vào năm 1991 khi cố gắng tự tử (mà ông có thuật lại trong cuốn sách Paranormal) bắt nguồn từ kết quả của tình trạng tuyến giáp không được chẩn đoán, ảnh hưởng đến trạng thái tinh thần của ông.  Trong một cuộc phỏng vấn vào năm 1993, Moody nói rằng ông từng được gia đình đưa vào bệnh viện tâm thần vì cứ mãi chuyên tâm vào việc soi gương suốt mấy tiếng đồng hồ.

## Ấn phẩm
Danh sách này không đầy đủ, bạn cũng có thể giúp mở rộng danh sách.
- Raymond Moody, Life After Life: the investigation of a phenomenon – survival of bodily death, San Francisco, CA: HarperSanFrancisco, 2001. ISBN 0-06-251739-2.
- Raymond Moody, Reflections on Life After Life, Harrisburg, PA: Stackpole Books, 1977. ISBN 978-0-8117-1423-5.
- Raymond Moody and Paul Perry, The Light Beyond, New York, NY: Bantam Books, 1988. ISBN 0-553-05285-3.
- Raymond Moody and Paul Perry, Glimpses of Eternity: Sharing a loved one's passage from this life to the next, New York, NY: Guideposts, 2010. ISBN 0-8249-4813-0.
- Raymond Moody and Paul Perry, Paranormal: My Life in Pursuit of the Afterlife, New York, NY: HarperOne, 2013. ISBN 0-062-04643-8.
- Raymond Moody and Paul Perry, Reunions: visionary encounters with departed loved ones, New York, NY: Villard Books, 1993. ISBN 0-679-42570-5.
- Raymond Moody and Dianne Arcangel, Life After Loss: conquering grief and finding hope, San Francisco : HarperSanFrancisco, 2001. ISBN 0-06-251729-5.
- Raymond Moody and Paul Perry, Coming Back: a psychiatrist explores past life journeys, New York, NY: Bantam Books, 1991. ISBN 0-553-07059-2.
- Raymond Moody, Laugh after laugh: the healing power of humor, Jacksonville, FL: Headwaters Press, 1978. ISBN 0-932428-07-X.
- Raymond Moody, The Last Laugh: a new philosophy of near-death experiences, apparitions, and the paranormal, Charlottesville, VA: Hampton Roads Pub., 1999. ISBN 1-57174-106-2.
- Raymond Moody, Elvis After Life: Unusual psychic experiences surrounding the death of a superstar, New York, NY: Mass Market Paperback, Bantam Books, July 1, 1989. ISBN 0-553-27345-0.
- Raymond D. Moody, Making Sense of Nonsense: The Logical Bridge Between Science & Spirituality, Woodbury, Minnesota - Llewellyn 2020 Paperback ISBN 9780738763163